# Granby Prédateurs
Granby Prédateurs byl poloprofesionální kanadský klub ledního hokeje, který sídlil v Granby v provincii Québec. V letech 1997–2004 působil v poloprofesionální soutěži Ligue de hockey semi-professionnelle du Québec. Prédateurs ve své poslední sezóně v LHSPQ (Východní skupina) skončily v základní části na šestém místě.
Založen byl v roce 1997 po přestěhování týmu Waterloo 94 do Granby.

## Historické názvy
Zdroj: 
- 1997 – Granby Blitz
- 2002 – Granby Prédateurs

## Přehled ligové účasti
Zdroj: 
- 1997–2004: Ligue de hockey semi-professionnelle du Québec